# Machaerina sinclairii
Machaerina sinclairii là loài thực vật có hoa trong họ Cói. Loài này được (Hook.f.) T.Koyama mô tả khoa học đầu tiên năm 1956.